# Principatul de Taranto
Principatul de Taranto a fost un stat din sudul Italiei constituit în 1088 pentru Boemund I, fiul mai vârstnic al ducelui normand Robert Guiscard din dinastia Hauteville, ca rezultat al păcii încheiate de Boemund cu fratele său mai tânăr Roger Borsa, în urma unei dispute asupra succesiunii în Ducatul de Apulia.
Orașul Taranto a devenit capitala principatului nou constituit, ale cărui hotare acopereau cea mai mare parte a Apuliei. Pe parcursul următorilor 377 de ani de istorie, statul a reprezentat uneori o feudă puternică și cvasiindependentă a Regatului Siciliei (și ulterior a celui de Neapole), alteori constituind doar o titulatură, oferită adesea moștenitorului coroanei ori consortului reginei domnitoare. Atunci când Casa de Anjou a fost divizată, Taranto a trecut în stăpânirea ramurii de Durazzo (1394–1463).
Regele Ferdinand I al Neapolelui (Don Ferrante) a alipit Principatul de Taranto domeniilor coroanei de Neapole la moartea soției sale, Isabela de Taranto. Principatul și-a încheiat atunci existența, însă regii Neapolelui au continuat să confere titlul de principe de Taranto fiilor lor, mai întâi viitorului rege Alfonso al II-lea al Neapolelui, fiul mai vârstnic al Isabelei.

## Conți
- Godefroi (1063 – înainte de 1072)
- Richard (înainte 1072–1080)
  - Petru, ca regent
- Robert Guiscard (1080–1085)
- Boemund de Antiohia (1085–1088)

## Principi

### Dinastia Hauteville(Altavilla)
- 1088 - Boemund I (1054–1111), ulterior principe de Antiohia;
- 1111 - Boemund al II-lea (1108, 1130), de asemenea principe de Antiohia;
- 1128 - Roger al II-lea (1093–1154), duce de Apulia, rege al Siciliei, unificator al sudului Italiei;
- 1132 - Tancred, fiu al lui Roger al II-lea, principe de Bari, primind principatul din partea tatălui său;
- 1138 - Guillaume I, ulterior rege al Siciliei, fiu al lui Roger al II-lea, devenit principe de Taranto la moartea fratelui său Tancred;
- 1144 - Simon, fiu al lui Roger al II-lea, devenit principe de Taranto atunci când fratele său Guillaume a devenit principe de Capua și duce de Apulia;
- 1157 - Guillaume al II-lea, ulterior rege al Siciliei;
- 1189 - Tancred al Siciliei, totodată rege al Siciliei;
- 1194 - Guillaume III-lea, rege al Siciliei (depus), conte de Lecce;

### Dinastia Hohenstaufen(deSuabia)
- 1194 - Henric, împărat roman și rege al Siciliei;
  - 1198 - Robert;
  - 1200 - Valter al III-lea de Brienne, conte de Brienne, soțul Mariei de Lecce de Hauteville, fiică a regelui Tancred al Siciliei (Tancred de Hauteville, conte de Lecce). Titlul a fost confiscat la moartea lui Valter;
- 1205 - Frederic al II-lea de Hohenstaufen, împărat roman;
- 1250 - Manfred, fiul lui Frederic al II-lea, ulterior rege al Siciliei;

### Dinastia Capețiană de Anjou
- 1266 - Carol I (1227–1285), învingător asupra lui Manfred și devenit rege al Siciliei, cu consimțământul papal;
- 1285 - Carol al II-lea (1248–1309), fiul lui Carol I, rege al Neapolelui;
- 1294 - Filip I (1278–1332), fiul lui Carol al II-lea și împărat titular de Constantinopol;
- 1332 - Robert al II-lea de Taranto (1299–1364), fiul lui Filip I;
- 1346 - Ludovic de Taranto (1308–1362), fiul lui Filip I, simultan rege-consort al Neapolelui;
- 1364 - Filip al II-lea (1329–1374), fiul lui Filip I și împărat latin titular de Constantinopol;
  - 1356 - Filip al III-lea, fiul lui Filip al II-lea, decedat din tinerețe, titlul revenind tatălui său;

### Seniori de Baux (Del Balzo)
- 1374 - Iacob de Baux, nepot de frate al lui Filip al II-lea și împărat titular de Constantinopol;

### Casa de Welf sau Braunschweig (Este del Guelfo)
- 1383 - Otto (1320–1398), văduv al reginei Ioana I a Neapolelui;

### Familia Orsini
- 1393 - Raimondo del Balzo Orsini, cunoscut și ca Raimondello, soțul Mariei de Enghien, moștenitoarea casei de Brienne;
- 1406 - Ladislau de Durazzo, rege al Neapolelui, al doilea soț al Mariei de Enghien;
- 1414 - Iacob I de Bourbon-La Marche, soț al Ioana a II-a a Neapolelui și pentru scurtă vreme rege-consort
- 1420 - Giovanni Antonio del Balzo Orsini, fiul Mariei de Enghien cu Raimondello;
- 1463 - Isabela de Clermont, nepoata lui Ioan Anton